# Jucika
A Jucika Pusztai Pál magyar grafikusművész humoros képregénysorozata volt. A javarészt három rajzból álló képsorokon a címszereplő Jucika, a „bögyös szépség” mindennapi kalandjai elevenedtek meg.
A képregény 1957. január 4-én jelent meg az Érdekes Újság című közéleti magazinban. 1959. január 15-től kezdve a Ludas Matyi lapjain folytatódott, egészen az alkotó 1970. szeptember 11-én bekövetkezett haláláig. Jucika a 60-as évek Magyarországának egyik legismertebb fiktív figurája volt, szerepelt híradóriportban, reklámfilmben és varietéműsorban is.

## Áttekintés
Az 1919. szeptember 4-i születésű Pusztai Pál autodidakta módon tanult rajzolni. Eredetileg a Magyar Államvasutaknál dolgozott, ahol 1951-től kezdve plakátrajzolóként tevékenykedett. 1955-től munkái, karikatúrái már kiállításokon is szerepeltek. Stílusára jellemző volt a derű, optimizmus, a való életből vett helyzeteken való viccelődés és az emberi test domború formáinak tisztelete. Nőalakjai szexepilesek voltak, ugyanakkor a karikatúráival nemcsak hódolt az akkori idők szexkultuszának, hanem ki is figurázta azt.
Ilyen és hasonló, hétköznapi témákat jelenített meg tán legnépszerűbb figurája, Jucika, akivel először az Érdekes Újság olvasói ismerkedtek meg 1957-ben. A képsorok hőse egy húszéves, rövid, fekete hajú, telt idomú, szabadelvű nő volt, aki folyton vicces vagy kínos helyzetekbe keveredett, új hóbortokat próbált ki, modern ruhatárát, hódolóit és foglalkozását pedig gyakran váltogatta. Jucika sokszor tűnt fel lenge öltözékben vagy meztelenül, s számos képregény szólt arról, miként reagált a férfiak kívánatos vagy épp akaratlan figyelmére, továbbá miképp használta éles eszét és bájait, hogy elérje saját céljait vagy megsegítsen másokat. A képregény mindezt szinte szó nélkül, pusztán képekre hagyatkozva tette, habár az ötvenedik, egész oldalas képsoron Jucika végre maga is „megszólalt”, s beszámolt életéről az olvasóknak.
Az Érdekes Újságot 1959-ben összevonták az Ország-Világ című lappal, innentől kezdve Pusztai Pál, s vele együtt Jucika, a Ludas Matyi című szatirikus humorlaphoz került át. Itt a képregény már színesben jelent meg, s az alkalmat egy külön képsor is megörökítette, melyben Jucika a lap kabalafigurái, Matyi és lúdja előtt prezentálja kvalitásait. Ettől fogva a szereplő és alkotójának népszerűsége egyre csak nőtt, Jucika többször megjelent a Ludas Matyi címlapján, és 1970-re már elcsodálkozott követőinek számán. A lapban közzétett több száz képregény tovább bővítette hősnője repertoárját, megjelent többek közt légikísérőként, űrhajósként, feltalálóként, sztriptíztáncosként, bűvészmutatványával felgyújtotta a Ki mit tud? műsor díszletét, találkozott Jurij Gagarin kozmonautával, s még férjhez is ment.
Jucika utolsó szignózott kalandját az olvasók 1970. szeptember 10-én kapták kézhez, ekkor a hősnő éppen különféle nemzetek szokásait, például a magyar üveges táncot ültette át légi utaskísérői munkájába. Egy napra rá rajzolója, az akkor 51 éves Pusztai Pál egy Dubrovnikba tett útja során hirtelen szívelgyengülésben életét vesztette. A legutolsó Jucika képsort („Jucika és a dinnyevásár”), melyet Pusztai munkahelyi fiókjában találtak, a Ludas Matyi 1970. december 3-i számában tették közzé a művész pár egyéb rajzával együtt. Pusztai ezt már nem látta el aláírásával.
Dluhopolszky László grafikus és későbbi Ludas szerkesztő beszámolója szerint az eredeti Jucikás képeket Pusztai özvegye elégette férje halála után. A hölgy féltékeny lehetett Jucikára, mert egy állítólag egy valódi személy ihlette Pusztai életéből – Dluhopolszky felvetése szerint a művész unokahúga volt a figura inspirálója, Galgóczi Edit könyvtáros és Dluho ismerőse szerint pedig a Kossuth Nyomda egyik alkalmazottja.

## Jelentőség
Jucika az 50-es, 60-as évek kultikus magyar jelensége, rajzolójának és az őt közzétevő újságoknak különlegesen népszerű figurája volt. Ha a Ludas Matyi valamelyik számában nem szerepelt, a kiadó máris panaszleveleket kapott miatta.
„Kézitáskája, mint minden nőnek, neki is tele van mindenféle limlommal, de a feje sem üres. Esetei mindig csattanóval végződnek, gyakran pofonnal, egy-egy léha férfi arcán. Nem vallásos, de sokat áldoz az oltárra. A divat oltárára... Fess, de nem festett. Derék lány, bár a dereka olyan keskeny, hogy alig látszik. Szeme kacag, többször szikrákat szór és bár két ilyen szép szeme nincs senkinek, gyakran mégis azt mondják rá, hogy szemtelen. Jucika mindig kedves, mindig igazságos és sohasem olyan, mint néha a kenyér a Közértben: ő mindig mai... Büszke lehet rá a papája: Pusztai Pál.” – az Ország-Világ elemzése.

„Szinte egy darabka volt a mából, egyéniség volt, fogalom, állandóság.” – írta róla a Népszabadság Pusztai Pálra és munkásságára emlékezve.

„A Ludas Matyi olvasóinak nagy része éveken át – mi tagadás – a negyedik oldalt ütötte fel legelőször. Ott találhatta a csábos mosolyú Jucika folytatólagosan megrajzolt kalandjait – egy kissé egész életünk tükrét.” – értekezett a Magyar Hírlap.

„Híres Jucika sorozata típust, s egyben iskolát alakított: a talpraesett, szívét-eszét egyaránt használó, jóképű s jóformájú modern leány alakját mintázta meg vele. Hallatlan ötletgazdagsággal és sohasem unalmassá, vagy éppen triviálissá váló ötletgazdagsággal variált körülötte megannyi humoros, váratlan élethelyzetet, s úgy ezek, mint más rajzai méltán járták be sikerrel a világsajtót.” – Bauer Jenő, a Művészet írója.

„Jucikának keblei, csípője, affektáltsága, rajongása és erkölcsi példázatai vonzóak, s mindezt vonalakkal mondja el, minden prüdéria nélkül, mindennapi, nagyon is emberi jelenségeket, igényeket megfogalmazva. Kellemes, lágy, vonzó térformákkal, de ellenszenvesen, taszítóan kegyetlen sarkításokkal, amikor az >>ellenségről<<, az >>ellentétről<< beszél, kicsi árnyalásokkal. Mi más ez, mint grafika, mint művészet? Vonalrendszerekkel, nyomatékosan, árnyaltan vagy éppen árnyalatlanul, kereken, lágy ívelésekben, hegyes szögekben kimondani a feloldó és ellentett valóságot.” – Koczogh Ákos, művészettörténész.

„A magyar sajtótörténet egyik legsikeresebb képregényfiguráját, Jucikát Pusztai Pál grafikus teremtette meg: a bubifrizurás fiatal nő történetei a Ludas Matyiban kaptak helyet hétről hétre az 1950-es és 1960- as években. Ha valaki kíváncsi a korszak általános nőképére, keresve sem talál jobbat a Jucika-sorozatnál, amely műfajából adódóan ideológiailag kevésbé volt torzított, mint a hivatalos újságcikkek és képanyag.” – a Magyar Hírlap visszaemlékezése.

A képregényhölgy egyéb médiatípusokra is hatással volt. A rádió 1961-ben tűzte műsorra a Levelek Jucikához című, nagyjából félórás zenés összeállítást, melyet kimondottan Pusztai figurája ihletett. 1962-ben a Szentgotthárdi Selyemgyár szerepeltette Jucikát munkavédelmi anyagában, 1969-ben pedig a Budaprint Pamutnyomóipari Vállalat oktató diafilm-sorozatában, valamint televízió- és mozireklámfilmjében tűnt fel. 1968-ban az Express utazási irodát reklámozta a Ludas Matyiban. Egy 1963-as tévés komédiaműsorban Jucika még életre is kelt Magda Gabi színésznő alakításában. Ugyanabban az évben egy Siófok üdülőinek százéves jubileumát ünneplő bőröndcímkén szerepelt, a modern fürdőzők jelképeként. Ludas Matyi-béli megjelenésének ötödik évfordulóján külön híradóriportot szenteltek a képregénynek, melyben Jucika újból megszólalt. Pusztai Pál halála után Fery Antal grafikus emlékezett meg róla In Memoriam Pusztai Pál 1919-1970 című fametszetével, melyen Jucika az alkotóját gyászolta. A karakter 1978-ig szerepelt még a Budaprint által kiadott kártyanaptárakon.
Borlóy Androvitzky Károly költő 1970-ben tervezte kiadni Fondorlatos Jucika című kötetét, melyben rövid, frappáns verseket költött ötven Jucika képsorhoz, ez azonban Pusztai váratlan halála miatt nem jelent meg. 2009-ben azonban, kilenc évvel Borlóy halála után, a könyv végre kiadásra került.
Magyarországon kívül a Német Demokratikus Köztársaság Freie Welt című kiadványában is próbát tettek a Jucika képsorok kiadásával 1965 és '66 közt, de mindössze kilenc képregény után beszüntették, mivel a komoly hangvitelű lap kiadója „túl frivoli”-nak ítélte a sorozatot. Pusztai egykori kollégája, Sajdik Ferenc grafikus szerint bizonyos szovjet tagköztársaságok be is tiltották a képregényt pornográfia gyanúja miatt. 1968-ban egy pontosan meg nem nevezett kanadai kiadvány vásárolt meg 240 Jucika epizódot, hogy „Judy” címen publikálja. Kínában 1989-ben egy különböző országok vicces képregényeit gyűjtő kötetben jelentek meg Jucika képsorok, 2003-ban pedig egy kimondottan Jucikával foglalkozó füzetet adtak ki. 2018 júniusa és novembere között a budapesti Magyar Kereskedelmi és Vendéglátóipari Múzeum ideiglenes kiállítást tartott „Mit vásárolt Jucika? Nők a szocialista reklámban” címmel, mely a 20. század második felének magyar hirdetéseivel, háztartási cikkeivel és a korra jellemző női szerepkörökkel foglalkozott.
Nemzetközileg az interneten a Jucika 2018 eleje táján kezdett elterjedni. Egy Tumblr weboldalon közzétett képösszeállítás több mint hétezer visszajelzést generált. 2019 novemberében a képregény iránti érdeklődés ugrásszerűen megnőtt, hála a 4chan képmegosztón és a Twitter közösségi hálózaton egyidejűleg elterjedt Jucikás hozzászólásoknak, melyek szintén több ezer visszajelzést kaptak. A Twitter felületén létrejött a „#Jucika” hashtag, mely alatt az eredeti képsorokon kívül Jucikás rajongói rajzok, paródiák, illetve pornográf képek jelentek meg a világ különféle tájairól, még Japánból is. A jelenségről az internetes mémekkel foglalkozó Know Your Meme weboldal is cikket írt. Egy Jucikával foglalkozó másik Tumblr bejegyzés több mint száznegyvenezer reakciót kapott. A japán Togetter oldal több száz, a Twitter-en közzétett Jucika hozzászólást gyűjtött össze. 2020 júniusában a japán Sorane (空音) zenész 19FACT című nagylemezén jelent meg a Girl című, a kojikoji művésznevű előadóval közösen szerzett szám, melynek hivatalos videóját a Jucika rajzstílusa ihlette.
2021 júniusában jelent meg Bayer Antal Magyar strip - képsorok a 20. századi hazai sajtóban című könyve, mely rengeteg egyéb klasszikus magyar képregény-sorozattal egyetemben a Jucikával is foglalkozott. A kilencedik.hu kiadó bejelentette, hogy 2022 szeptemberében egy gyűjtőkötetben újra kiadja az Érdekes Újságban 1957 és '58 közt megjelent Jucika képsorokat.